# العلمانية في الهند

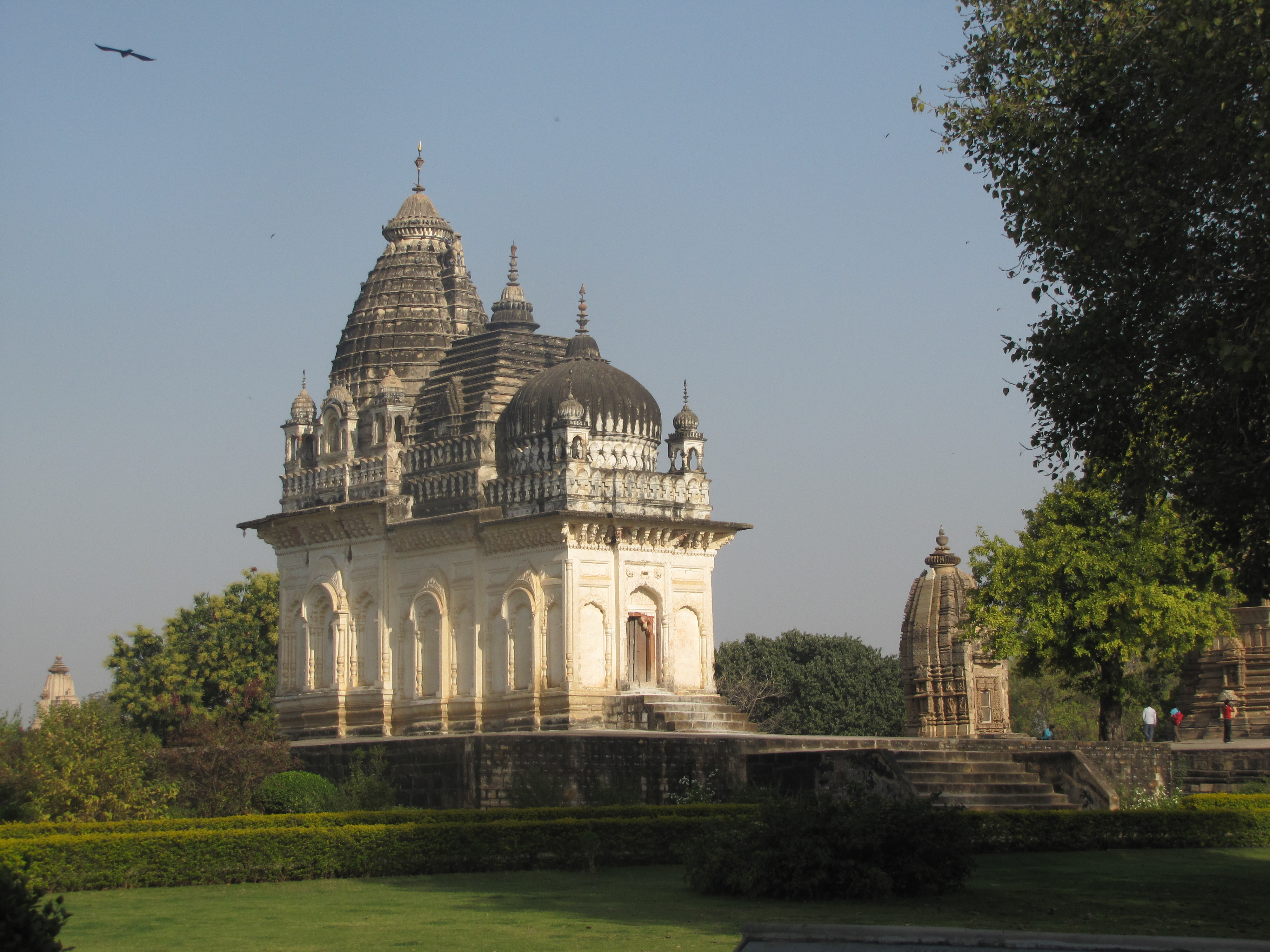
موقع أثري ديني وسياحي في الهند

مع (التعديل الثاني والأربعون لدستور الهند) الذي سُن في عام 1976، أكدت مقدمة الدستور أن الهند دولة علمانية. ومع ذلك، أثبتت المحكمة العليا في الهند في قضية إس. آر. بوماي ضد الاتحاد الهندي حقيقة أن الهند كانت علمانية منذ تشكيل الجمهورية. نص الحكم على الفصل بين الدين والدولة. ونص على «في شؤون الدولة، لا مكان للدين. وإذا تطلب الدستور من الدولة أن تكون علمانية في الفكر والعمل، فإن نفس المطلب ينطبق على الأحزاب السياسية أيضًا. لا يعترف الدستور، ولا يسمح، بالخلط بين الدين وسلطة الدولة. هذا هو الأمر القضائي الدستوري. لا أحد يستطيع أن يقول خلاف ذلك طالما أن هذا الدستور يحكم هذا البلد. لا يمكن المزج بين السياسة والدين. أي حكومة ولاية تتبع سياسات غير علمانية أو مسار عمل غير علماني تتعارض مع التفويض الدستوري تعرض نفسها للمسائلة بموجب المادة 356». علاوة على ذلك، يحظر دستوريًا على المؤسسات التعليمية المملوكة للدولة نقل التعليمات الدينية، وتحظر المادة 27 من الدستور استخدام أموال دافعي الضرائب للترويج لأي دين. رسميًا، لطالما ألهمت العلمانية الهند الحديثة. ومع ذلك، فإن علمانية الهند لا تفصل الدين عن الدولة تمامًا. سمح الدستور الهندي بتدخل واسع النطاق للدولة في الشؤون الدينية مثل الإبطال الدستوري لحظر المساس، وفتح جميع المعابد الهندوسية للسكان من «الطبقة الدنيا» وما إلى ذلك. تباينت درجة الفصل بين الدولة والدين مع وجود عدة أوامر قضائية وتنفيذية منذ ولادة الجمهورية. في المسائل القانونية في الهند الحديثة، تختلف قوانين الأحوال الشخصية -المتعلقة بأمور مثل الزواج والطلاق والميراث والنفقة- إذا كنت مسلمًا أم لا (المسلمون لديهم خيار الزواج بموجب القانون العلماني إذا رغب/رغبت في ذلك). يسمح الدستور الهندي بالدعم المالي الجزئي للمدارس الدينية، فضلًا عن تمويل المباني الدينية والبنية التحتية من قبل الدولة. تتولى الحكومة الفيدرالية وحكومات الولايات إدارة مجلس الوقف الإسلامي المركزي والعديد من المعابد الهندوسية ذات الأهمية الدينية الكبيرة (من خلال التمويل) وفقًا لقانون دور العبادة (أحكام خاصة) لعام 1991، وقانون الآثار القديمة والمواقع الأثرية والبقايا الأثرية لعام 1958، الذي ينص على صيانة المباني الدينية التي أنشئت قبل 15 أغسطس 1947 (تاريخ الاستقلال الهندي)، مع الاحتفاظ بطابعها الديني أيضًا. نشأت عدة قضايا في الهند ناتجة عن محاولة احترام القانون الديني مثل قبول تعدد الزوجات، وعدم المساواة في حقوق الميراث، وحقوق الطلاق من جانب واحد خارج نطاق القضاء لصالح بعض الذكور، والتفسيرات المتضاربة للكتب الدينية.
العلمانية كما تمارس في الهند، مع اختلافاتها الواضحة مع الممارسة الغربية للعلمانية، موضوع مثير للجدل في الهند. يدعي مؤيدو المفهوم الهندي للعلمانية أنها تحترم «الأقليات والتعددية». يزعم النقاد أن الشكل الهندي للعلمانية هو «علمانية زائفة». يذكر المؤيدون أن أي محاولة لإدخال قانون مدني موحد، أي قوانين متساوية لكل مواطن بغض النظر عن دينه أو دينها، من شأنها أن تفرض حساسيات ومُثل الأغلبية الهندوسية. يذكر المنتقدون أن قبول الهند للشريعة والقوانين الدينية ينتهك مبدأ المساواة أمام القانون.

## الوضع الراهن
يضع الجدول السابع من الدستور الهندي المؤسسات الدينية والجمعيات الخيرية وصناديق الاستئمان في ما يسمى بالقائمة المشتركة، مما يعني أن كلًا من الحكومة المركزية وحكومات الولايات المختلفة في الهند يمكن أن تضع قوانينها الخاصة حول المؤسسات الدينية والجمعيات الخيرية وصناديق الاستئمان. إذا كان هناك تعارض بين القانون الذي تسنه الحكومة المركزية وقانون حكومة الولاية، فإن قانون الحكومة المركزية هو الذي يسود. اعترِف بمبدأ التداخل، بدلًا من الفصل بين الدين والدولة في الهند، في سلسلة من التعديلات الدستورية بدءًا من المادة 290 في عام 1956، إلى إضافة كلمة «علمانية» إلى مقدمة الدستور الهندي في عام 1975.
أعطى التداخل بين الدين والدولة، من خلال بنية القائمة المشتركة، ديانات مختلفة في الهند، ودعمًا حكوميًا للمدارس الدينية وقوانين الأحوال الشخصية. يتناسب تدخل الدولة هذا مع إملاءات كل دين، لكنه غير متكافئ ومتضارب. على سبيل المثال: يسمح القانون الهندي للهبات الدينية والخيرية لعام 1951 لحكومات الولايات بالاستيلاء بالقوة على المعابد الهندوسية وامتلاكها وتشغيلها، وجمع الإيرادات من العروض وإعادة توزيع تلك الإيرادات على أي أغراض غير متعلقة بالمعبد، بما في ذلك صيانة المؤسسات الدينية المعارضة للمعبد؛ ويسمح القانون الهندي أيضًا للمدارس الإسلامية وغيرها من مدارس الأقليات الدينية بتلقي دعم مالي جزئي من الحكومة المركزية وحكومة الولاية في الهند، لتقديم التلقين الديني، شرط أن توافق المدرسة على أن يكون للطالب خيار الانسحاب من التلقين الديني إذا طلب ذلك، وأنها لن تميز أي طالب على أساس الدين أو العرق أو أي أساس آخر. يحظر على المؤسسات التعليمية التي تملكها وتديرها الحكومة بالكامل نقل التلقين الديني، لكن الطوائف الدينية والأوقاف قد تفتح مدارسها الخاصة وتنقل التلقين الديني ولها الحق في الحصول على مساعدة مالية جزئية من الدولة.
وفيما يتعلق بأديان الهند التي لها عدد كبير من السكان، فإن الإسلام وحده هو الذي لديه قوانين دينية مستمدة من شكل الشريعة وتسمح بها الهند باعتبارها قانون الأحوال الشخصية الإسلامي.
العلمانية في الهند تعني فصل الدين عن الدولة. في بعض الحالات تتبع القوانين الدينية المجال الشخصي، ففي الوقت الحالي ومن أجل الهنود المسلمين تمول الدولة جزئيًا مدارس دينية معينة مثل مدارس التلقين الديني. وقد دفعت هذه الاختلافات عددًا من الباحثين إلى إعلان أن الهند ليست دولة علمانية، فكلمة العلمانية مفهومة على نطاق واسع في الغرب وأماكن أخرى؛ بل وتعتبر إستراتيجية لتحقيق أهداف سياسية في أمة ذات تاريخ معقد، وهي إستراتيجية تحقق عكس نواياها المعلنة. لطالما نوقشت محاولة وضع قانون مدني موحد كوسيلة لتحقيق دولة هندية علمانية. خلق التداخل بين الدين والدولة توترًا بين مؤيدي الشكل الهندي للعلمانية وأنصار القومية الهندوسية. ويستخدم القوميون الهندوسيون منصة القانون المدني الموحد لتنشيط قاعدتهم، حتى مع عدم وجود تنفيذ فعلي. وهم يصفون العلمانية التي تمارسها الهند بأنها «علمانية زائفة»، ونفاق مموه من أجل «الاسترضاء السياسي للأقليات». اعتبارًا من 28 يوليو 2020، كانت هناك مناشدات أمام المحكمة العليا في الهند لإزالة كلمتي علمانية واشتراكية من مقدمة الدستور الهندي.

## مقارنة مع العلمانية الغربية
في الغرب، تعني كلمة علمانية ثلاثة أمور: حرية الدين، والمواطنة المتساوية لكل مواطن بغض النظر عن دينه، وفصل الدين عن الدولة (نظام الحكم). كان هذا الفصل أحد المبادئ الأساسية في دستور الديمقراطيات الغربية، فقد أكدت الدولة سلطتها السياسية في المسائل القانونية، مع قبول حق كل فرد في متابعة دينه وحقه في تشكيل مفاهيمه الروحانية الخاصة. الجميع متساوون أمام القانون ويخضعون لنفس القوانين بغض النظر عن دينهم في الغرب.
في المقابل، تعني كلمة علمانية في الهند فصلًا شاملًا بين الدين والدولة. وفقًا لدستور الهند، يصرح سميث على أنه لا يوجد دين رسمي للدولة في الهند، ولا يمكن للمدارس المملوكة بالكامل للدولة أن تفرض تعليمًا دينيًا (المادة 28)، ولا يمكن استخدام أموال دافعي الضرائب لدعم أي دين (المادة 27). فالتداخل مسموح، ويمكن للمؤسسات التي لا تمولها الدولة بالكامل أن تفرض التعليم الديني، ويمكن للدولة تقديم مساعدات مالية لصيانة المباني أو البنية التحتية الدينية وفقًا للقانون. علاوة على ذلك، يسمح الإطار الدستوري للهند «بتدخل الدولة على نطاق واسع في الشؤون الدينية».
وفقًا لآر. إيه. جهاغردر، في الشأن الهندي، فُسرت العلمانية على أنها المساواة أمام القانون، لجميع الأديان، في حين أن الدولة محايدة. تضيف المادة 44 من المبادئ التوجيهية لسياسة الدولة، «يجب على الدولة أن تسعى لتؤمن للمواطنين قانونًا مدنيًا موحدًا في جميع أنحاء أراضي الهند». يقول سميث إن النية من قوانين الأحوال الشخصية العلمانية سببت القلق للمسلمين الهنود خصوصُا، ويرجع ذلك جزئيًا إلى أنهم رأوا في تغيير قانون الأحوال الشخصية للمسلمين «انتهاكًا خطيرًا لحريتهم الدينية».
يختلف مصطلح العلمانية في الهند أيضًا عن المفهوم الفرنسي للعلمانية، بالفرنسية laïcité. بينما يطالب المفهوم الفرنسي بغياب المؤسسات الحكومية في الدين وغياب الدين عن المؤسسات الحكومية والمدارس، يقابله المفهوم الهندي الذي يوفر الدعم المالي للمدارس الدينية. خلقت البنية الهندية حوافز لمختلف الطوائف الدينية لبدء وصيانة المدارس، ونقل التعليم الديني (اختياريًا)، والحصول على دعم مالي جزئي ولكن كبير من الحكومة الهندية. وبالمثل، أنشأت الحكومة الهندية مؤسسات قانونية لتنظيم وإدارة مجلس الوقف الإسلامي المركزي التاريخي وإدارته ماليًا، والمعابد الهندوسية التاريخية، والأديرة البوذية، وبعض المؤسسات الدينية المسيحية.